# Leki przeciwparkinsonowskie
Leki przeciwparkinsonowskie, leki przeciwparkinsonowe – dwie grupy preparatów, o zróżnicowanym mechanizmie działania, do leczenia parkinsonizmu:
- leki antycholinergiczne, między innymi benzatropina, etybenzatropina (dawniej stosowano też atropinę), przydatne w leczeniu poneuroleptycznych zespołów Parkinsona. Specyfiki z tej grupy bywają używane do odurzania się.

- leki dopaminergiczne, inaczej agonisty dopaminy, podwyższające jej zawartość w neuronach układu pozapiramidowego. Są one mało skuteczne lub nieskuteczne w zespołach Parkinsona związanych ze stosowaniem neuroleptyków.

Przeczytaj ostrzeżenie dotyczące informacji medycznych i pokrewnych zamieszczonych w Wikipedii.